# Шаплар
Шаплар (азерб. Şaplar) — село в Кельбаджарском районе Азербайджана.

## История
В составе России село Шаплар находилось в составе Джеванширского уезда Елизаветпольской губернии.
В ходе Карабахской войны перешло под контроль непризнанной Нагорно-Карабахской Республики. В 1993-2020 годах, согласно  её административно-территориальному делению входило в Шаумяновский район НКР. 
25 ноября 2020 года на основании трёхстороннего соглашения между Азербайджаном, Арменией и Россией от 10 ноября 2020 года Кельбаджарский район, в том числе и село Шаплар  возвращён под контроль Азербайджана. В января 2021 года Минобороны Азербайджана распространило видеокадры из села.